# Sveti Ožbolt
Sveti Ožbolt – wieś w Słowenii, w gminie Škofja Loka. W 2018 roku liczyła 71 mieszkańców.